# Особенная часть уголовного права
Особенная часть уголовного права — система уголовно-правовых норм, описывающих признаки конкретных преступлений (составы преступлений), классифицирующая их по родам и видам, а также устанавливающих конкретные меры уголовно-правового принуждения (в первую очередь, наказание), подлежащее применению в случае совершения указанных преступлений. Как правило, нормы Особенной части уголовного права содержатся в Особенной части уголовного кодекса или иного акта уголовного законодательства.

## Общие подходы к систематизации преступлений
Как правило, часть уголовного законодательства, описывающая конкретные преступления, имеет определённую структуру. При этом, основанием для систематизации преступлений, как правило, служит родовой объект преступления. Такой подход используется в подавляющем большинстве государств мира. Иной подход используется в федеральном уголовном законодательстве США (титул 18 Свода законов США) и уголовных кодексах некоторых штатов: преступления в данных актах перечисляются в алфавитном порядке. В числе достоинств такого подхода называется облегчение поиска статьи, предусматривающей ответственность за конкретное преступление, название которого известно правоприменителю.
Часто систематизация преступлений в особенной части уголовного законодательства осуществляется в соответствии с представлениями о различной сравнительной ценности охраняемых уголовным правом объектов. Такая оценка является проявлением официальной государственной идеологии. Наиболее выражена подобная иерархия в социалистических уголовных кодексах, где на первое место ставились преступления против интересов государства и социалистической экономики, и лишь в последующих разделах описывались преступления против личности и личных экономических прав. Так, например, в УК КНР 1979 года структура особенной части была выстроена следующим образом: в главе 1 описывались контрреволюционные преступления, в главе 2 — преступления против общественной безопасности, в главе 3 — преступления против социалистического экономического порядка, и лишь в главе 4 — преступления против личных демократических прав граждан.
Смена государственной идеологии во многих таких странах привела и к изменению системы уголовного законодательства. Так, в действующем УК РФ на первое место поставлены интересы личности, за ними следуют экономические и прочие общественные интересы, и лишь потом идут интересы государства. Завершается УК РФ 1996 года разделом XII «Преступления против мира и безопасности человечества», что несколько нарушает выстроенную иерархию: многие учёные отмечают, что данный раздел по своей важности должен быть поставлен на первое место. Законодатели многих стран учли важность преступлений против международного правопорядка, поместив их на первое место. Такой подход используется в уголовном законодательстве Австралии, Азербайджана, Албании, Белоруссии, Кот-д'Ивуара, Латвии, Литвы, Молдовы, Польши, Румынии, Финляндии, Франции, Эстонии. Аналогичный российскому подход используется в законодательстве большинства стран СНГ, Вьетнама, Испании, Монголии, Сальвадора, Словакии.
Часто на первое место в системе особенной части уголовного законодательства ставятся преступления против личности. Таким образом организована структура УК Австрии, Аргентины, Армении, Грузии, Испании, Казахстана, Кыргызстана, Парагвая, Португалии, России, Таджикистана, Туркменистана, Узбекистана, Хорватии, Швейцарии.
Преступления против государства поставлены на первое место в системе уголовных кодексов, которые были приняты достаточно давно, а также в уголовном законодательстве социалистических стран. В частности, подобная структура используется в Алжире, Афганистане, Бангладеш, Болгарии, Брунее, Вануату, Вьетнаме, Дании, Индии, Ираке, Италии, Камеруне, КНР, Мавритании, Мадагаскаре, Малайзии, Нидерландах, Норвегии, Пакистане, Сингапуре, Тунисе, Шри-Ланке, Эквадоре, Японии. В то же время, государственные преступления поставлены на первое место и в некоторых современных уголовных кодексах несоциалистических государств: Федерации Боснии и Герцеговины, Монголии, Судана, Украины.

## Мировые подходы к структурированию
В различных уголовно-правовых системах используются разные подходы к организации структуры особенной части уголовного законодательства, причём достаточно часто такие подходы являются общими для нескольких государств.
В частности, для уголовного законодательства стран СНГ и Монголии типично выделение следующих разделов:
- преступления против личности;
- преступления в сфере экономики;
- преступления против общественной безопасности и общественного порядка;
- преступления против государственной власти;
- воинские преступления;
- преступления против мира и безопасности человечества.

Разумеется, имеются и национальные отличия: так, в УК Армении, Белоруссии, Грузии, Таджикистана, Узбекистана отдельный раздел посвящён экологическим преступлениям; в УК Белоруссии, Таджикистана, Туркменистана — компьютерным преступлениям; в УК Грузии — преступлениям против судебной власти. Вообще не используется двухуровневая структура (раздел — глава) в законодательстве Казахстана, Молдовы и Украины.
Во многих странах мира используется французская система построения особенной части уголовного законодательства. Она основывается на уголовных кодексах Франции 1791 года и 1810 года, которые вобрали в себя идеи «естественного права» и теории «общественного договора». Для данных актов характерно разграничение политической и общегражданской жизни людей, что нашло отражение в выделении двух крупных разделов: «Преступления и проступки против публичных интересов» и «Преступления и проступки против частных лиц». В УК Франции 1810 года эти разделы, в свою очередь делились на главы. Первый раздел включал в себя четыре главы:
1. Преступления и проступки против безопасности государства.
2. О сборищах
3. Преступления и проступки против конституции
4. Преступления и проступки против общественного спокойствия.

Второй раздел включал две главы: «Преступления и проступки против личности» и «Преступления и проступки против собственности».
В уголовном законодательстве большинства бывших французских колоний и иных государств, на формирование законодательных норм в которых повлияла французская правовая мысль, эта структура воспроизводится до настоящего времени, иногда с небольшими изменениями. Например, по данной схеме построены УК Алжира, Гаити, Доминиканской Республики, Ирака, Камеруна, Туниса и ряда других стран. Исключением является УК Республики Кот-д'Ивуар, особенная часть которого делится на четыре раздела: преступления против человечности, государства и публичных интересов, преступления против личности, преступления против собственности, воинские преступления.
В странах англо-американской правовой семьи также наблюдаются унифицированные подходы к систематизации преступлений. Так, в Брунее, Бангладеш, Индии, Малайзии, Мьянме, Пакистане, Сингапуре, Шри-Ланке используется общая структура особенной части уголовных кодексов, которая имеет следующий вид:
- преступления против государства;
- преступления против вооружённых сил;
- преступления против общественного спокойствия;
- преступления против государственной службы;
- неуважение к законной власти государственных служащих;
- преступления против правосудия;
- преступления, касающиеся денег и государственных печатей;
- преступления, касающиеся весов и мер;
- преступления, касающиеся общественного здоровья, безопасности, удобства и морали;
- преступления, относящиеся к религии;
- преступления против физической неприкосновенности;
- преступления против собственности;
- преступления, относящиеся к документам и знакам собственности;
- о преступном нарушении договоров;
- преступления против брака;
- о диффамации;
- о преступном запугивании, оскорблении и досаждении.

Уголовное законодательство многих штатов США заимствует систему Модельного УК США, выделяя посягательства на существование или безопасность государства, на личность, на имущество, против семьи, на публичную администрацию, на публичный порядок и благопристойность.

## Общее и особенное в системе особенной части уголовных законов
Региональные, исторические и национальные правовые традиции нередко определяют выделение в особенной части уголовного законодательства разделов, нетипичных для иных уголовно-правовых систем.
Так, выделение экономических преступлений в отдельный раздел типично для социалистических и постсоциалистических стран (страны СНГ и Балтии, Болгария, Федерация Боснии и Герцеговины, Вьетнам, КНР, Лаос, Македония, Монголия, Польша). В остальных странах мира нормы, устанавливающие ответственность за экономические преступления, либо не систематизированы и разбросаны по различным главам уголовного законодательства, либо вынесены в отдельный правовой акт.
Аналогично обстоит ситуация с воинскими преступлениями: одни страны выделяют соответствующий раздел в системе общего уголовного законодательства (страны СНГ и Балтии, Болгария, Федерация Боснии и Герцеговины, Венгрия, Вьетнам, КНР, Кот-д'Ивуар, Монголия, Польша, Чехия, Швеция), в других принимаются военно-уголовные кодексы или иные специализированные нормативные акты.
Специфичным для отдельных национальных уголовно-правовых систем является выделение следующих разделов:
- преступления против трудовых отношений (Федерация Боснии и Герцеговины, Бразилия, Испания, Македония, Польша);
- преступления против общественной безопасности (страны СНГ, Аргентина, Италия, КНР, Колумбия, Монголия, Норвегия, Польша, Сальвадор, Уругвай, отдельные штаты США);
- преступления против общественного здоровья (страны СНГ, Аргентина, Федерация Боснии и Герцеговины, КНР, Колумбия, Македония, Монголия, Сальвадор, Уругвай);
- преступления против общественного порядка (Аргентина, Германия, Дания, Италия, Норвегия, Финляндия);
- преступления против порядка управления (страны СНГ, Латвия, Литва, Монголия);
- преступления против общественного доверия (Аргентина, Италия, Колумбия, Португалия, Сан-Марино, Уругвай, Франция);
- преступления против иностранных государств и внешних сношений (Австрия, Албания, Германия, Япония);
- преступления против обороны страны (Австрия, Болгария, Германия, КНР);
- морские преступления (Нидерланды, Норвегия).

## Новеллы системы особенной части уголовного законодательства
Общество представляет собой динамическую систему, в которой постоянно появляются новые виды общественных отношений и видоизменяются старые. В связи с этим появляются новые виды преступлений, а общественная опасность старых может изменяться в большую или меньшую сторону, либо пропадать вовсе.
В конце XX века в связи с глобализацией, усложнением социальной организации, появлением новых технологий и видов экономической деятельности, эти процессы существенно ускорились. Криминализации подверглись многие деяния, которые раньше были совершенно неизвестны правоведам или не считались в достаточной степени общественно опасными. Это нашло отражение и в системе Особенной части многих стран.
Так, криминализация экологических преступлений привела к появлению соответствующей структурной единицы в законодательстве стран СНГ и Балтии, Албании, Федерации Боснии и Герцеговины, Вьетнама, Германии, Испании, Колумбии, Македонии, Мексики, Монголии, Парагвая, Перу, Польши, Сальвадора.
Появление новых видов транспорта и значительное возрастание рисков, связанных с эксплуатацией транспорта, заставило законодателя выделить группу транспортных преступлений (страны СНГ и Балтии, Аргентина, Болгария, Федерация Боснии и Герцеговины, Бразилия, Венгрия, Венесуэла, Гватемала, Коста-Рика, Куба, Македония, Мексика, Монголия, Никарагуа, Панама, Польша, Португалия, Финляндия, Эквадор, Япония).
Широкое распространение компьютерной техники и использование её для совершения преступных посягательств привело к обособлению компьютерных преступлений (Австралия, Азербайджан, Андорра, Армения, Белоруссия, Боливия, Грузия, Кыргызстан, Литва, Мексика, Молдова, Монголия, Россия, Сербия, Таджикистан, Туркменистан, Украина, Франция, отдельные штаты США). В то же время, во многих государствах компьютерные преступления интегрированы в существующую систему уголовного законодательства и рассматриваются как подвид преступлений против собственности или экономики.
Для принятых после Второй мировой войны уголовных кодексов характерно выделение преступлений против международного правопорядка (мира и безопасности человечества). Соответствующие структурные единицы присутствуют в УК стран СНГ, Албании, Болгарии, Федерации Боснии и Герцеговины, Венгрии, Гондураса, Испании, Колумбии, Коста-Рики, Кот-д'Ивуара, Латвии, Литвы, Макао, Македонии, Монголии, Парагвая, Перу, Польши, Португалии, Румынии, Финляндии, Франции, Эстонии, Эфиопии.

## Соотношение общей и особенной частей уголовного права
В общей части уголовного права содержатся нормы, определяющие содержание основных понятий уголовного права («преступление», «наказание» и т. д.), общие для всех преступлений основания уголовной ответственности, перечень и содержание видов наказания, иных мер уголовно-правового характера и т. д.
Общая и особенная части уголовного права образуют органическое единство. Применение уголовного права в подавляющем большинстве случаев требует обращения к нормам как общей, так и особенной части. Так, признаки состава преступления фиксируются как в общей части (положения о возрасте уголовной ответственности, вменяемости лица, формах вины), так и в особенной части (признаки объекта, объективной стороны преступления, указание на конкретную форму вины, специального субъекта преступления и др.). Соответственно, для правильной квалификации преступления необходимо использование норм как общей, так и особенной части. Правильное назначение наказания требует обращения не только к санкции нормы особенной части, но и к нормам общей части, устанавливающим порядок и пределы применения отдельных видов наказания, общие условия назначения наказания и др. Некоторые нормы общей части могут применяться только в дополнение к нормам особенной части: так, это нормы, устанавливающие специфические признаки составов неоконченной преступной деятельности и соучастия. Даже в случаях, когда нормы общей части обладают определённой самостоятельностью (например, нормы о действии уголовного закона во времени и пространстве, невменяемости и принудительных мерах медицинского характера, обстоятельствах, исключающих преступность деяния), всё равно необходимо установление наличия в действиях лица объективных признаков какого-либо деяния, запрещённого нормами особенной части; в противном случае, основания для использования уголовно-правовых средств регулирования отсутствуют вообще.
Также, и общая, и особенная часть исходят из одинаковых принципов, которые являются общими для всей уголовно-правовой отрасли. Такие принципы могут прямо закрепляться в законе (например, ст. 3—7 УК РФ), вытекать из конституционно-правовых установлений или международно-правовых норм, либо подразумеваться, вытекая из общих положений уголовно-правовой доктрины.

## Виды норм особенной части уголовного права
Основная часть норм особенной части уголовного права носит запретительный характер: эти нормы описывают признаки составов конкретных деяний, совершение которых запрещено уголовным законом, а также устанавливают конкретные меры наказания, подлежащие применению в случае нарушения уголовно-правового запрета. К этой же категории относятся нормы, формулирующие определения тех или иных терминов и уголовно-правовых понятий, используемых в тексте уголовного законодательства. Они не образуют особой категории «разъяснительных» норм, так как являются составными частями диспозиций соответствующих уголовно-правовых норм. Выделение их в самостоятельные структурные единицы (например, примечания к статьям уголовного закона) — всего лишь приём законодательной техники.
Однако этим содержание особенной части не исчерпывается. Нередки в особенной части поощрительные нормы, определяющие условия, при которых применение уголовно-репрессивных мер является нецелесообразным. Это могут быть нормы, устанавливающие основания освобождения от уголовной ответственности и наказания, связанные с послепреступным поведением субъекта, либо определяющие особые правила применения уголовно-правовых санкций в отдельных ситуациях. 
Например, ст. 222 УК РФ, предусматривающая ответственность за действия, связанные с незаконным владением и оборотом оружия, предусматривает, что в случае добровольной сдачи предмета преступления лицо освобождается от уголовной ответственности по данной статье. Эта норма направлена на поощрение добровольной выдачи оружия, которое тем или иным путём оказалось у граждан. Ст. 134 УК РФ устанавливает специальное основание освобождения от наказания: лицо, достигшее 18-летнего возраста, впервые совершившее половое сношение с лицом, не достигшим 16-летнего возраста, освобождается от наказания, если виновное лицо и совершенное им преступление перестали быть общественно опасными в связи со вступлением в брак с потерпевшей (потерпевшим). Эта же статья устанавливает особые правила применения уголовно-правовых санкций: если разница в возрасте между потерпевшей (потерпевшим) и подсудимым (подсудимой) составляет менее четырех лет, к последнему не применяется наказание в виде лишения свободы.
Общерегулятивные нормы встречаются в особенной части уголовного права редко. Например, в УК РФ такая норма одна: ст. 331 УК РФ определяет понятие преступлений против военной службы, круг возможных субъектов таких преступлений, а также возможность принятия специального уголовного законодательства военного времени.

## Особенная часть в науке уголовного права
Теоретическое выделение и изучение особенной части уголовного права как самостоятельной структурной единицы данной правовой отрасли наиболее характерно для континентального уголовного права. Так, проблематика особенной части, её структуры, принципов построения и т.д. является предметом рассмотрения практически всех российских учебников по уголовному праву, где этим вопросам, как правило, посвящается отдельная глава. Научное изучение проблематики особенной части характерно и для немецкой уголовно-правовой науки.
Напротив, в англо-американской правовой доктрине подробное рассмотрение общетеоретических проблем особенной части уголовного права встречается редко. Соответствующие вопросы либо вообще обходятся вниманием, либо рассматриваются лишь вскользь. В то же время структура работ современных авторов говорит о том, что общая и особенная часть ими всё же выделяются: в них сперва излагаются вопросы общей части, и лишь потом раскрываются признаки конкретных составов преступлений.